# Cofradía de la Oración en el Huerto de los Olivos (Salamanca)
La cofradía de la Oración en el Huerto de los Olivos es una cofradía de Semana Santa que desfila en la tarde del Viernes Santo en Salamanca.

## Emblema
El emblema de la cofradía está formado por dos óvalos amparados por una corona real abierta. En el óvalo de la izquierda aparece el escudo de la orden carmelita, una montaña de color marrón con la cima proyectada hacia el cielo acompañada de tres estrellas, una de plata en el centro de la colina, y dos de oro dispuestas simétricamente en el cielo de color blanco. En el óvalo derecho se mantiene el anterior emblema de la cofradía, basado en el de la cofradía de la Vera Cruz, al haber nacido como filial de esta, contiene una Cruz roja con sudario blanco sobre dos peldaños, rojos también, asentados sobre un pie en el que aparecen las letras A M (Ave María). Sobre los escalones descansa también un Cáliz y el conjunto está orlado por dos ramas de olivo. El fondo es de color verde.

## Historia

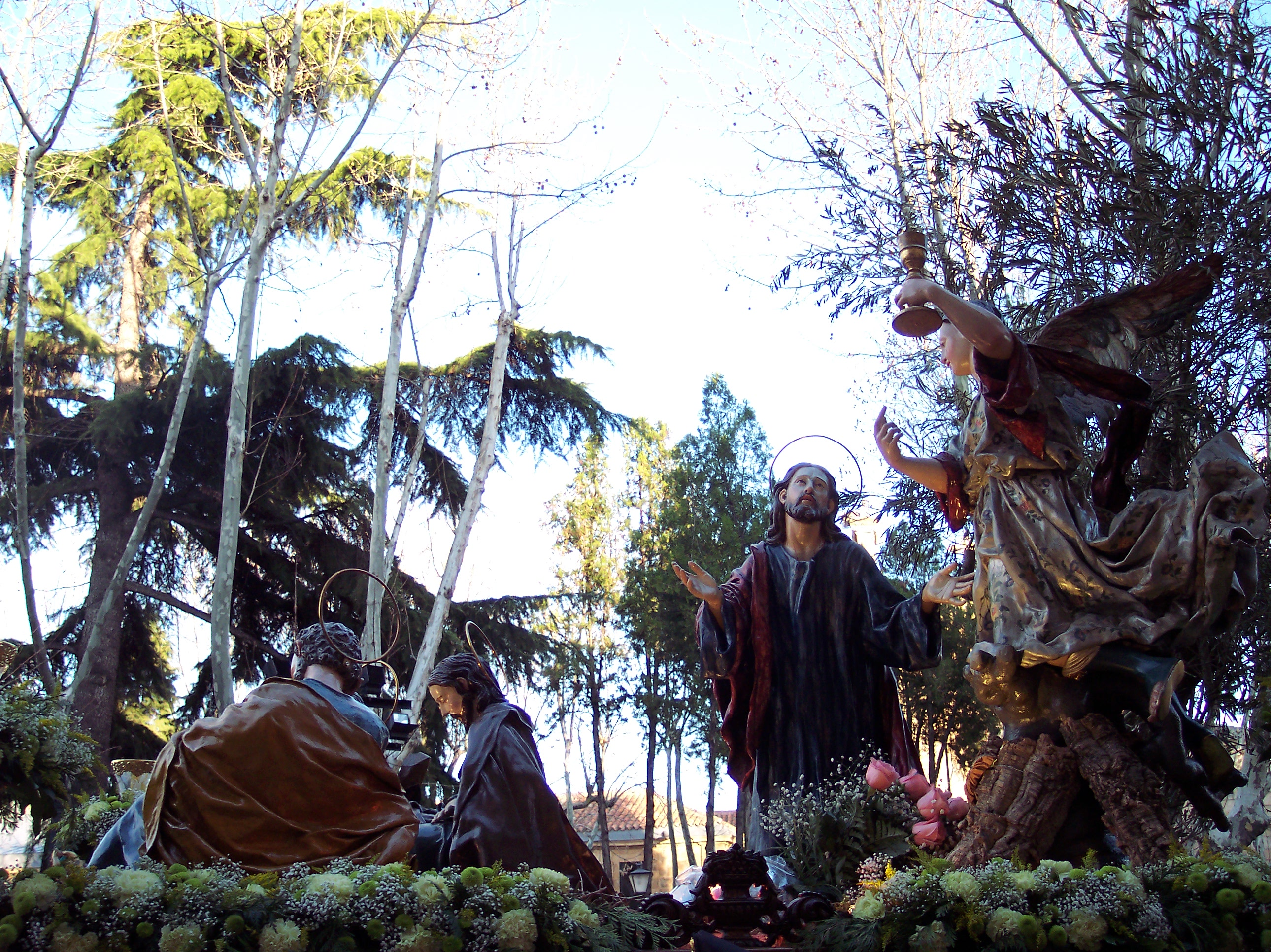
Paso de la Oración en el Huerto

En el año 1951 surgió la inquietud de fundar una cofradía de carácter gremial que colaborase con la cofradía de la Vera Cruz sacando el paso de “La Oración en el Huerto” en la Procesión del Santo Entierro. Por la escena representada en el paso se vio lo más conveniente que la futura cofradía estuviese integrada por agricultores y hortelanos que desarrollasen su actividad en las cercanías de la ciudad. El Sindicato de Frutos y Productos Agrícolas se encargó de promover la fundación de la cofradía. Al año siguiente se fundó la cofradía como filial de la Vera Cruz, propietaria de las imágenes. El proyecto de estatutos de la nueva cofradía se leyó en la Junta General de la Cofradía de la Vera Cruz el 2 de marzo de 1952, y se comunicó su aprobación por el obispo en la Junta del 2 de mayo del mismo año, previamente a su ratificación la cofradía ya había desfilado en la Semana Santa de ese mismo año. Se decidió que el anagrama de “La Oración en el Huerto” fuese el mismo que el de la Vera Cruz, cambiando el fondo azul de la hermandad matriz por el verde. El hábito de los cofrades constaba entonces de túnica verde, capirote azul y guantes y cíngulo negros, complementándose después con capa gris.
En los primeros desfiles del paso con la nueva hermandad destacaba la recargada vegetación con que se adornaba, llegando a ocultar prácticamente las imágenes. Ya en el siglo XIX, cuando desfilaba con la Vera Cruz, el obispo Agustín Lorenzo Varela Temes tuvo que prohibir que se adornasen las ramas del paso con naranjas y limones por considerarlo improcedente y ridículo.
La mayor crisis en la historia de la cofradía se produjo a finales de los 50. Muchos de los hortelanos que entraron en la hermandad en el momento de su fundación lo habían hecho pensando que al estar promovida por el sindicato, se verían beneficiados por este por su pertenencia a la cofradía. Al ver que sus aspiraciones extra religiosas no se cumplían abandonaron la hermandad, produciéndose gran número de bajas. Para paliar la situación se permitió la entrada de cofrades que no estuviesen profesionalmente vinculados a la agricultura.
En 1963 se acordó cambiar el hábito, ya que el anterior tenía demasiados colores distintos. Se aprobó entonces el actual.
Durante la década de los 70, coincidiendo con la crisis general de la Semana Santa Salmantina, la cofradía vivió un período de estancamiento del que comenzaría a salir a principios de los años 80, década en la que empezó a crecer el número de cofrades, sobre todo desde que se aprobó la admisión de la mujer como integrante de pleno derecho de la cofradía. Además de organizar su desfile del Viernes Santo, entre 1985 y 2002 los hermanos acompañaban a la Vera Cruz en su procesión del Stmo. Cristo de los Doctrinos el Lunes Santo. En 1987 se adquirieron unas andas para ser cargadas a hombros, dejando de necesitar la carroza a ruedas que hasta entonces cedía la Junta Permanente de Semana Santa.
En 1992 se aprobaron los nuevos estatutos, acordes al Derecho Canónico vigente.
Entre 1998 y 1999 se completó la restauración del grupo escultórico a cargo del taller de restauración Uffizzi, recuperando la policromía original de las tallas y sustituyendo la cabellera natural del Ángel por una tallada. En el año 2000 se estrenaron nuevas andas, más proporcionadas con el tamaño de las imágenes, talladas en madera y con el pasaje evangélico de la Agonía en Getsemaní según San Lucas escrito en el friso que las circunda. El mismo año se estrenó el estandarte de la hermandad bordado en oro por las Religiosas Esclavas del Santísimo y de la Inmaculada cuyo convento tenía su sede en la ermita de la Vera Cruz.
La cofradía fue independizándose poco a poco de la Vera Cruz. Así en 1988 pasó a tener Consiliario propio dejando de depender del de la Vera Cruz. En 1994 se aprobó la modificación del anagrama, si bien sigue teniendo como base el de la Vera Cruz (Cruz roja con sudario sobre dos escalones a cuyos pies aparecen las iniciales A M), se le añadió un cáliz apoyado sobre la base de la Cruz y dos ramas de olivo orlando el conjunto. En 2001 se adquirió un local que sirve como punto de reunión entre cofrades. Finalmente en 2008 la cofradía trasladó su sede canónica de la ermita de la Vera Cruz a la Iglesia de “El Carmen de Abajo”, debido a los problemas de espacio y organización que se producían la tarde del Viernes Santo en la Vera Cruz ante el crecimiento de las dos cofradías.
En 2007 la cofradía se propuso incorporar un paso de la Santa Cena, para el que se solicitó una maqueta y presupuesto a Fernando Mayoral. La propuesta del artista difería del paso con la misma temática que había realizado para la cofradía de la Vera Cruz de Zamora. Inspirado en la pintura de la Última Cena de Goya del Oratorio de la Santa Cueva de Cádiz, presentaba a los apóstoles sentados en el suelo con Cristo de pie frente a ellos y Judas de espaldas al resto de imágenes. La situación de crisis económica general vivida en aquellos años hizo que el proyecto no llegase a realizarse.
El 15 de mayo de 2010 se bendijo el nuevo altar donde se expone al culto el grupo de la Oración del Huerto, junto a la imagen de San Juan de la Cruz, retablo compuesto por un collage del artista salmantino Andrés Alén.
En 2013 la cofradía, junto con la comunidad de PP. Carmelitas de su sede canónica, recuperó la procesión de la Virgen del Carmen de Abajo, recorriendo las calles cercanas al templo y la ribera del Tormes.
Ante los problemas de organización del desfile conjunto del Santo Entierro en la última década, acentuados por las incidencias meteorológicas, el pleno de la Junta de Cofradías decidió para 2013 no intercalar los pasos de las distintas cofradías siguiendo el orden de la Pasión. La medida adoptada suponía realizar cuatro desfiles independientes compartiendo el tradicional recorrido común, que va desde la Plaza de las Agustinas hasta la Plaza Mayor, pasando por Compañía y la Rúa. En la práctica supuso la disolución de la Procesión General. En 2014 se implantaría el modelo definitivo para la organización de las procesiones del Viernes Santo tras el estudio de las distintas alternativas por la Junta y las cofradías implicadas, siendo la propuesta de la Junta de Cofradías pasar el desfile de la cofradía del Huerto a la noche del Jueves Santo, cerrando la jornada. La propuesta fue rechazada por la cofradía, que mantuvo su desfile en la tarde del Viernes Santo. Tras las complicaciones y atascos de los primeros desfiles en solitario accediendo a la Rúa Mayor por la calle Palominos, en 2017 la cofradía cambió el itinerario de la procesión subiendo por la calle Tentenecio hasta la Catedral para continuar por la Rúa.
Entre los meses de octubre y diciembre de 2019 el grupo escultórico de la Oración en el Huerto volvió a la capilla de la Vera Cruz para formar parte de la exposición de pasos, incluida dentro del programa turístico “Las llaves de la ciudad”, en su duodécima edición.

## Grupo escultórico
Representa a Jesús orando en el huerto ante el Ángel confortador que le muestra el cáliz. En la delantera del paso aparecen los apóstoles Santiago, Pedro y Juan dormidos, estas tres imágenes son de menor tamaño que Cristo y el Ángel. El grupo se completa con la presencia de un olivo.
Las imágenes están realizadas en madera, empleando en las vestiduras la técnica de tela encolada. Con la restauración de 1999 se descubrió que las imágenes tienen talladas las piernas y pies, desconociéndose si originalmente eran imágenes de vestir o quedaron tapados al añadir más ropajes de tela encolada en alguna intervención posterior a su creación.
El grupo data del siglo XVIII. Un documento conservado en la cofradía de la Vera Cruz ha permitido recientemente atribuir el grupo al escultor Juan Tenán Coll, al citar: 

"S. Pedro, S. Juan y S. Diego, y el ángel de la Oración del Huerto, los donó el 1º de Mayo de 1727, D. Juan Tenan Coll egecutado por el (en blanco)."
Nota suelta en la sede de la cofradía de la Vera Cruz.

La nota plantea el problema de no hacer referencia a la imagen de Cristo, que podría ser una obra anterior del s. XVII y autor desconocido.
Las tallas son propiedad de la cofradía de la Vera Cruz, aunque el 1 de septiembre de 1997 se firmó la cesión en usufructo a perpetuidad a la cofradía del Huerto.

## Marchas Dedicadas
- Oración en Getsemaní, Daniel Cruz Gómez, 2002.[17]

## Hábito
La indumentaria de los cofrades consta de túnica y capa blancas con capirote verde en el que aparece bordado el emblema de la cofradía. Se completa con guante blanco y zapato negro